# Sahrer von Sahr
Sahrer von Sahr, auch  Zdiarsky von Zdiar (sprich: Schdjahrski von Schdjahr), Schdiarsky von Schdiar, Saarer von Saar, von Saher (tschechisch: Žďárští ze Žďáru; alttschechisch: Zdiarský ze Zdiaru usw.), in lateinischen Texten: de Sora, de Sara oder de Zar usw., ist der Name eines böhmischen Uradelsgeschlechts, von dem sich nach dem Ständeaufstand in Böhmen (1618) Zweige als protestantische Exulanten im Kurfürstentum Sachsen niederließen.

## Geschichte
Das Geschlecht erscheint urkundlich zuerst mit Stanizlaus de Zar (Gubernialarchiv Prag) und beginnt die unterbrochene Stammreihe mit Johann Šmikouský (Zdiarský) von Zdiar um 1430 (siehe unten). Die Familie besaß am Ende des 13. Jahrhunderts eine kleine Festung in Žďár u Doupova, die sich im Duppauer Gebirge bei Karlsbad befand, von der es seinen Namen entlehnte. Im Jahre 1295 erscheint das Geschlecht erstmals urkundlich mit „Stanizlaus de Zar“.
Die gesicherte Stammreihe beginnt mit Johann „Šmikouský“ (auch Šmikovský oder Zdiarský) von Zdiar († nach 1443?), der zunächst gegen die Hussiten kämpfte (zu 1430), sich später ihnen anschloss und mit ihnen gegen die Ungarn kämpfte.
Die Familie soll aus der Sippe der Herren z Janovic (deutsch: von Janowicz) hervorgegangen sein, welche ihre Abstammung von comes Johannes 1224 (Cod. dipl. et epist. Regni Bohemiae I.) herleitet und zu denen die mächtigen Herren (später Reichsgrafen) z Kolowrat (deutsch: von Kolowrat); Rittersgeschlecht (später Grafen) Čejka z Olbramovic (deutsch: Czejka von Olbramowitz); Herren z Janovic (deutsch: von Janowicz); Herren Špetle z Janovic (deutsch: Sspetle von Janowicz); Herren z Vimperka (deutsch: von Winterberg); sowie die Rittergeschlechter Dvořecký z Olbramovic (deutsch: Dvoretzky von Olbramowitz), Podolský z Olbramovic (deutsch: Podolsky von Olbramowitz) und Zrucký z Chřenovic (deutsch: Zrucky von Tschernowitz) gezählt werden.
Florian Dietrich (seit 1622) Reichsfreiherr und (seit 1628) Reichsgraf von Sahr (tschechisch „Florian Jetřich ze Žďáru“; lateinisch „Florian Theodor de Sora“) (1598–1653) flüchtete 1618 nach dem Ständeaufstand aus Böhmen, kehrte im Jahre 1622 zurück, heiratete (etw. 1. März) 1620 in Passau die Katholikin Elisabeth Korona Freiin Borsita von Martinic (1603/4–1649), die älteste Tochter des Statthalters (ab 1621 Reichsgraf) Jaroslav Borsita von Martinic (1582–1649) Regierer des Hauses Smečno und dessen erster Ehefrau Maria Eusebia Freiin von Sternberg (1584–1634), worauf ihm seine Strafe erlassen wurde. 1628 wurde er in den Grafenstand gehoben und dann zum Landesrichter, Groß-Palatin (Hofpfalzgraf) (1631) und Hofmarschall ernannt.
Bereits im 15. Jahrhundert teilte sich das Geschlecht in mehrere Äste auf. Ein katholischer Ast (auf Kladno) fand bereits im 16. Jahrhundert seinen Ausgang, zwei weitere, ebenfalls katholische Äste starben im 17. Jahrhundert aus. Die katholisch gebliebene Hauptlinie besaß in Böhmen die Güter Kladno, Tachlovice, Červený Újezd und die Herrschaft Boleboř-Vičice (Göttersdorf und Witschitz) in Nordböhmen. Sie erlosch 1670 nach dem Tode von Franz Adam Eusebius Reichsgraf von Sahr (1624–1670) im Mannesstamme, die Grundherrschaften fielen gemeinschaftlich seinen fünf Töchtern: Polyxena Ludmilla Eusebia Frebonia Reichsgräfin von Sternberg, verwitwete Freifrau Švihovsky von Riesenburg (* um 1624–1691); Maria Maximiliana Eva Theresia verwitwete Reichsfreifrau Hyserle von Chodau (Chodov) und verwitwete Freifrau Slawata von Koschumberg (1633–1690); Johanna Eusebie Barbara Reichsgräfin Caretto di Millesimo (*nach 1630 (ca. 1631-34); † 1. März 1709, Prag; in erster Ehe Witwe von Johann Sigismund Mislik von Hirschov); Theresia Eleonora Elisabetha verwitwete Reichsgräfin von Ugarte (1639–1705); Anna Katharina verwitwete Reichsgräfin von Magnis (* nach 1635–1701). Weitere (sechste) Tochter Katharina Maria (* etw. 1622–1658), Reichsgräfin von Nostitz, bereits zuvor gestorben; diese Dame war verehelicht mit Johann Hartwig (1610–1683) (d.d. Prag 6. August 1646 böhmischer Graf und Wien 9. Mai 1651 Reichsgraf) von Nostitz (seit 1673 reichsunmittelbarer Graf von Nostitz-Rieneck), Herr auf Falkenau (tschechisch Sokolov) und Heinrichsgrün (tschechisch Jindřichovice), Oberstkanzler des Königreich Böhmen (1652-83), zu. Diese verkauften den Besitz sukzessive an die Grafen von Bredau (tsch.: z Bredy).
Aus dem Dorf Všetaty (deutsch: Wschetat) in Westböhmen, Okres Rakovník, leiten sich die Sahrer von Sahr ab, welche sich mit dem evangelisch gewordenen Johann Sebastian Ritter Sahrer von Sahr der Ältere auf Přívlaky und Žďár/Saar († 1628) im Jahre 1628 im Kurfürstentum Sachsen niederließen. Sein Sohn Ritter Leo genannt Sahrer von Saar auf Ragenitz, dann auf Zschortau und Lane (1624–1680), verehelicht seit 3. März 1663 mit Eva von Schleinitz (1643–1696) sind die Stammeltern der in Sachsen (im Ritterstand) um die Mitte des 20. Jahrhunderts erloschenen Linie der Sahrer von Sahr. (Letzter Personalstand im: GGT/Der Gotha. Teil A (Uradel) 1942, 41. Jg., Gotha November 1941, S. 456–457). Die Eintragung in das königlich sächsische Adelsbuch erfolgte am 8. und 9. September 1903 (Nr. 11 u. 12).
Schloss Choren war von 1818 bis 1846 im Besitz der Familie; 1852 kam Schloss Dahlen von den Grafen Bünau an die Sahr und 1861 durch Einheirat einer Gräfin Einsiedel das Schloss Ehrenberg. Die Rittergüter Dahlen und Ehrenberg, die heute beide zerstört sind, blieben bis zur Enteignung durch die Bodenreform in der Sowjetischen Besatzungszone 1945 im Besitz der Familie. Mit Nikolaus Ritter Sahrer von Sahr (1876–1945) auf Ehrenberg, der keine Ehe einging, und wenig später mit dem Ableben von Siegfried Ritter Sahrer von Sahr auf Dahlen (1891–1953), dessen Ehe kinderlos blieb, ist das Geschlecht im Mannesstamm erloschen.
Hanns Heinrich Caspar Christoph Graf von Schönberg (* 1924), Neffe und seit 15. März 1939 Adoptivsohn von Siegfried Sahrer von Sahr auf Dahlen, führt wie auch seine Deszendenten adelsrechtlich unbeanstandet den Namen Sahrer von Sahr von Schönberg. Leo von Sahr-Schönberg aus dem Hause Dahlen erwarb 2017 das Schloss Leuben, das er seither restaurieren lässt.

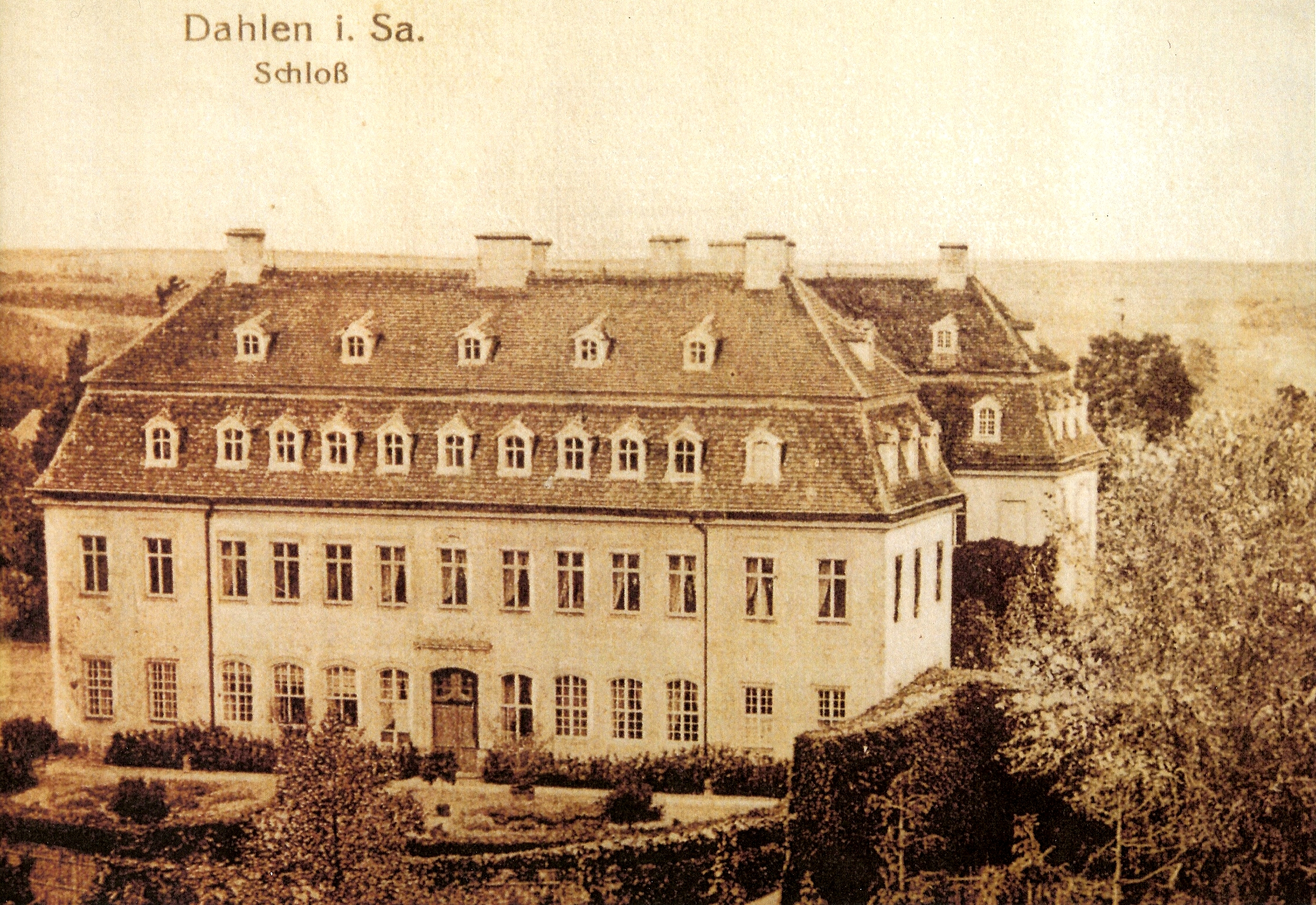
Schloss Dahlen
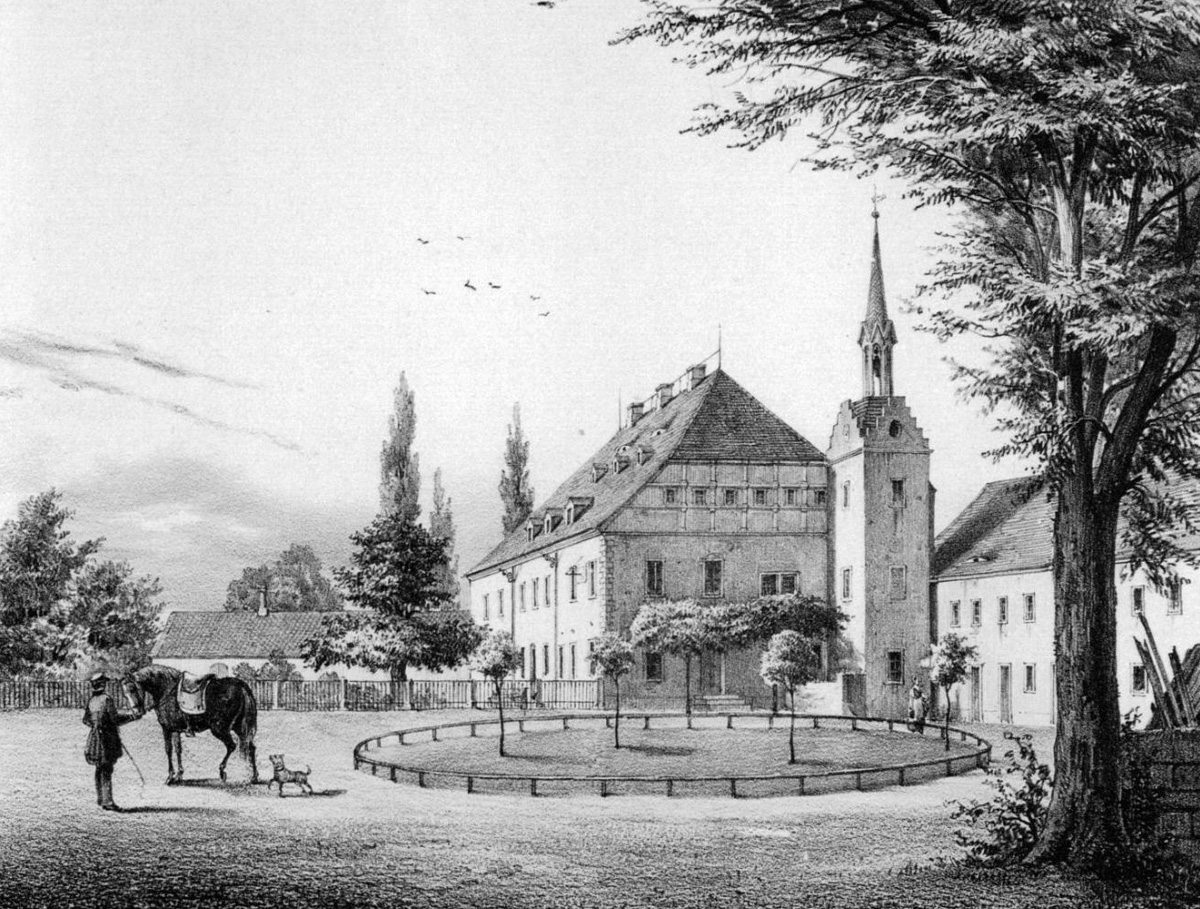
Schloss Ehrenberg

Die Familie ist nicht zu verwechseln mit den von Sahr, deren Stammreihe mit dem ebenfalls böhmischen Exulanten Matthes Sarer († nach 1673) beginnt, an welche am 21. April 1830 ein sächsisches Adeldiplom ergangen ist. Aus dieser besaß Gottlob Benjamin von Sahr Schloss Nöthnitz in den Jahren 1792–1814 und vererbte es an seine Gattin Christiane Juliane von Reizmann, die es noch 1820 besessen hat. Julius von Sahr besaß seit 1874 das Gut Döbschke, sein Sohn Gustav von Sahr war dort noch im Jahre 1925 auf 114 Hektar Grund gesessen.

## Standeserhöhungen
- Reichsfreiherr von Sahr (tsch.: ze Žďáru ), Wien am 4. August 1622 für Florian Dietrich (tsch.: Florian Jetřich, lat.: Florian Theodor) Ritter Zdiarsky von Zdiar auf Rotaujezd usw. (1598–1653).
- Reichsfreiherr Sahrer von Sahr/Zdiarský ze Zdiaru, wahrscheinlich im September 1622 für Johann Georg (tsch.: Jan Jiří) Ritter Zdiarsky von Zdiar auf Kladno (1581–1626).
- Böhmische Bestätigung des Reichsfreiherrenstandes am 22. Mai 1627.
- Reichsgraf von Sahr, Wien am 13. November 1628 für Florian Dietrich Reichsfreiherr von Sahr (und seine Erben).
- Großes Palatinat am 3. Juli 1631 für Florian Dietrich Reichsgraf von Zdiar (Böhmische Landtafel Saalbücher, Band XXXIIa, S. 353–366) auf Kladno, Tachlowicz, Genecz, Augezdecz, Hostwicz und Saar, kaiserlicher Kämmerer und kgl. böhmischer Hofmarschall.
- Böhmisches Inkolat am 4. März 1650 für Franz Adam Eusebius Reichsgraf von Zdiar (1624–1670), auf Kladno, Augezdecz (Rotaujezd/tsch.: Červený Újezd) und Litowitz (tsch.: Litovice), Kreishauptmann des Schlaner Kreises.

## Wappen
Das Stammwappen zeigt in Blau einen von Silber und Rot gespaltenen Adler, belegt mit einem in Kleeblättern endenden goldenen Halbmond bzw. (Kleestängel). Auf dem Helm mit rot-silbernen Decken ein offener, rechts silberner, links roter Flug, belegt mit dem Halbmond.
Das Wappen einer Seitenlinie, abstammend von Zibrid Sahrer von Sahr auf Smilovic, verstorben 1582; verehelicht mit Agnes von Weikersdorf variiert in einem Detail: es zeigt im von Blau und Silber gespaltenen Schild einen von Silber und Rot gespaltenen Adler, belegt mit einem in Kleeblättern endenden goldenen Halbmond.

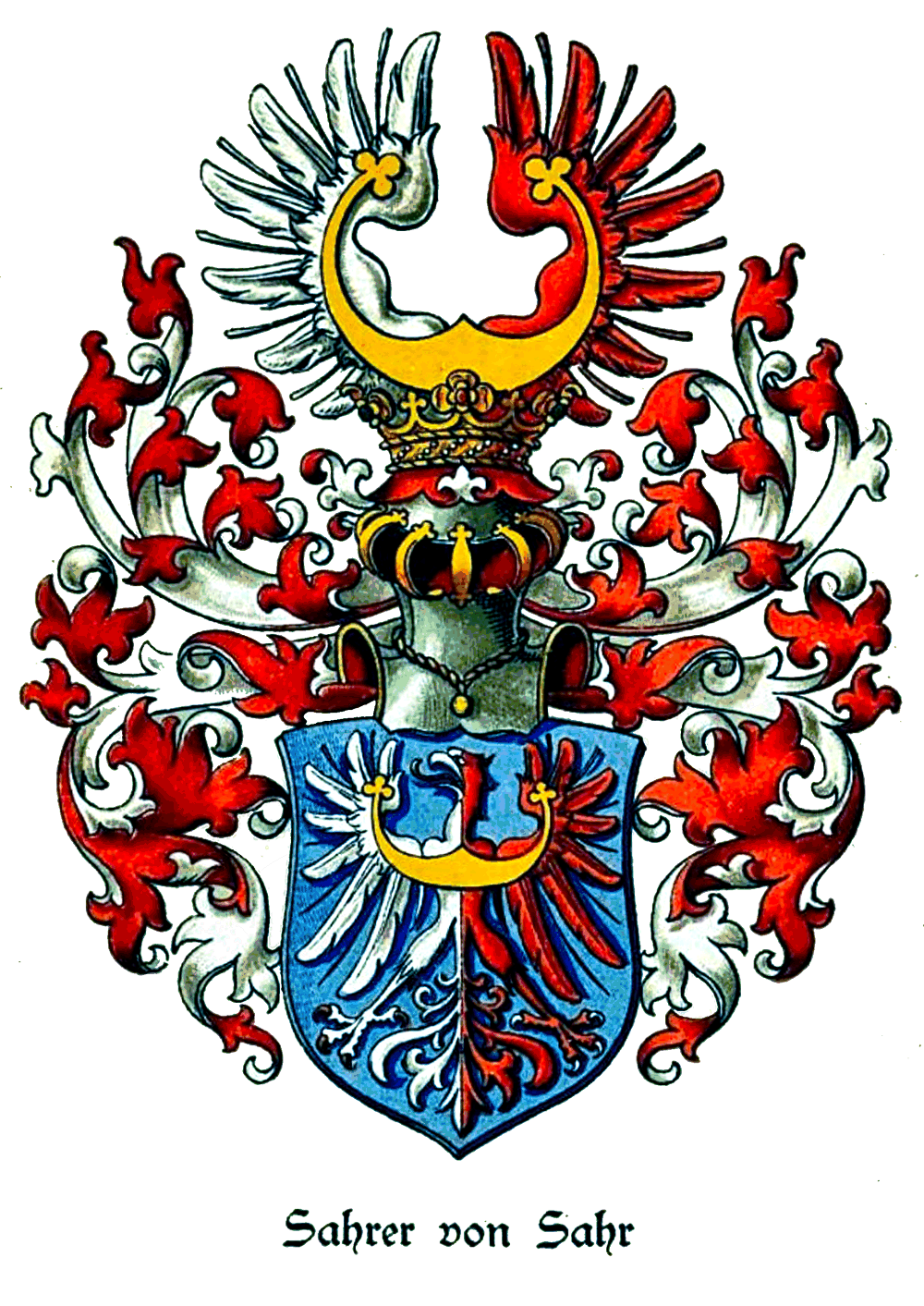
Wappen der Sahrer von Sahr
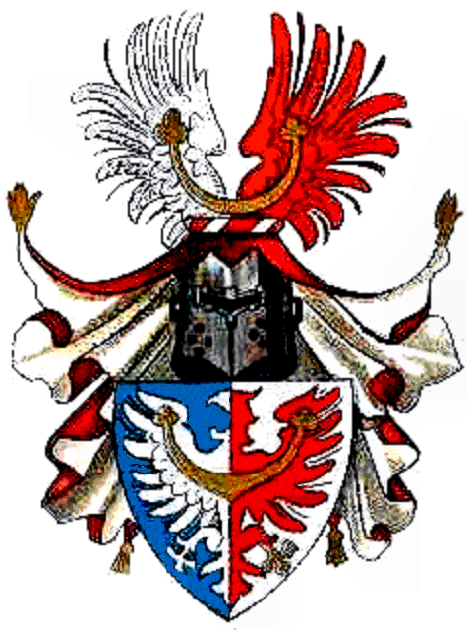
Wappen einer Seitenlinie auf Smilovic

## Bekannte Familienmitglieder
- Carl August Sahrer von Sahr (1711–1779), sächsischer Kreishauptmann im Leipziger Kreis zur Ausführung von Spezialaufträgen
- Carl Wilhelm Sahrer von Sahr († 1803), sächsischer Kreishauptmann
- Otto Sahrer von Sahr (1761–1823), sächsischer Generalleutnant der Infanterie, 1815/23 Kommandant der Festung Königstein.
- Heinrich Adolf Sahrer von Sahr (1788–1846) auf Choren, stellvertretender Abgeordneter der Rittergutsbesitzer des Sächsischen Landtags 1833/34 im Meißner Kreis.
- Karl Sahrer von Sahr (1821–1874), Abgeordneter auf Lebenszeit des Sächsischen Landtags ab 1871 für den Wahlkreis Oberlausitz.
- Leo Sahrer von Sahr (1852–1925), Mitglied der 1. Kammer des Sächsischen Landtags 1885–1918
- Alfred Georg Sahrer von Sahr (1851–1921) auf Ehrenberg, Abgeordneter auf Lebenszeit des Sächsischen Landtags 1901–1918 für den Leipziger Kreis.

## Weitere Literatur
- Frank Brühl: Schloss Ehrenberg. Ein vergessenes Kleinod sächsischer Baukunst. Books on Demand GmbH (BoD), Norderstedt 2002.
- Josef Neumann: Beschreibung der bisher bekannten Privatmünzen und Medaillen. Hrsg. Verein für Numismatik zu Prag, CCIII. Florian Theodorich Graf von Žďárský, Prag 1852, S. 710–712.